# فهرست قنات‌های شهرستان یزد
جدول زیر براساس آمار وزارت جهاد کشاورزی تهیه شده‌است. فهرست زیر قنات‌های شهرستان یزد در استان یزد را نشان می‌دهد.
| نام قنات             | موقعیت               | نزدیک‌ترین روستا | طول قنات (متر) | تعداد میله چاه | عمق مادر چاه | دبی (لیتر بر ثانیه) | سطح زیر کشت (هکتار) |
| -------------------- | -------------------- | --------------- | -------------- | -------------- | ------------ | ------------------- | ------------------- |
| علی‌آباد              | بخش زارچ شهرستان یزد | دربید           | ۰              | ۰              | ۰            | ۱                   | ۰                   |
| مزرعه دربیدمنصورآباد | بخش زارچ شهرستان یزد | دربید           | ۰              | ۰              | ۰            | ۱                   | ۰                   |

قنات خسرو آباد